# 클레이턴 왓슨
클레이턴 왓슨(Clayton Watson, 1977년 3월 23일 ~ )은 오스트레일리아의 배우이다.
시드니에서 태어났다.

## 출연 작품
- 앱솔루틀리 모던 (2013년)
- 봄의 멜로디 (2011년) - 브라이언 역
- 쓰리 블라인드 마이스 (2008년)
- 크레도 (2008년)
- Under the Radar (2004) - 애드리언 역
- 키즈 스토리 (2003년)
- 애니매트릭스 (2003년)
- 매트릭스 3 - 레볼루션 (2003년)
- 매트릭스 2 - 리로디드 (2003년)

### 텔레비전
- 홈 앤 어웨이 (2009)